# Turpial alabarrat
El turpial alabarrat (Icterus maculialatus) és un ocell de la família dels ictèrids (Icteridae).

## Hàbitat i distribució
Habita al camp obert amb arbres dispersos i espesures de matolls dels turons del vessant del Pacific, des de Mèxic, a l'extrem sud-est d'Oaxaca i Chiapas, fins Guatemala i El Salvador.